# Нукшоара (Хунедоара)
Нукшоара (рум. Nucșoara) насеље је у Румунији у округу Хунедоара у општини Салашу Де Сус. Oпштина се налази на надморској висини од 645 m.

## Становништво
Према подацима из 2002. године у насељу је живело 348 становника, од којих су сви румунске националности.